# Tučňák kroužkový
Tučňák kroužkový (Pygoscelis adeliae) je středně velký zástupce čeledi tučňákovitých. Délka jeho těla zpravidla nepřesahuje 70 cm. Hmotnost je závislá na ročním období – pokud nehladoví, dosahuje váhy až 6,5 kg. Samec má totožné zbarvení jako samice, ale bývá vyšší. Celkové zbarvení je jednoduché, uniformně černo-bílé, specifickým znakem je bílé lemování ve tvaru kroužku kolem obou očí.
Živí se více než z 90 % krilem, ale loví i ryby, vzácněji hlavonožce. Jeho tělo je uzpůsobeno k potápění a plavání pod vodou. Tvar těla, připomínající torpédo, doslova kopíruje vlnu – začíná užším zobákem a hlavou, pokračuje silnějším zaobleným tělem a končí zúženým koncem těla a úzkým jednoduše řešeným ocasem. Dokáže se ponořit do hloubky až 200 metrů a plavat rychlostí 20 km/h. Stejně jako tučňák císařský je i tento druh známý až 100 kilometrů dlouhými cestami, jež podniká v období rozmnožování, aby nalezl stabilní masivní ledovec, který letní teplotou neroztaje nebo jej nezničí bouře. Jiné kolonie naopak hnízdí na pevnině a mají moře podstatně blíže. Hnízdí během antarktického léta (říjen až únor) v několikatisícových až statisícových koloniích. Staví jednoduchá hnízda z oblázků. Samice snese obvykle dvě vejce, při sezení se střídá se samcem. Narozená mláďata vychovávají společně přibližně dva měsíce. Pár si je věrný po několik sezón.
Tučňák kroužkový patří mezi nejběžnější zástupce své čeledi, jeho populace není prozatím významně ohrožena. Mezinárodní svaz ochrany přírody klasifikuje tento druh jakožto málo dotčený. Pravděpodobně existuje více než 10 milionů těchto ptáků. V roce 2017 byl počet jedinců odhadován na 14 až 16 milionů (včetně nehnízdících tučňáků).

## Nomenklatura
Tučňáka kroužkového poprvé popsal mořeplavec a přírodovědec Jules Sébastien César Dumont d'Urville (známější spíše jako Jules Dumont d'Urville), když 21. ledna roku 1840 objevil spolu s posádkou lodi Adélinu zemi, již pojmenoval podle křestního jména své manželky. O rok později byl druh vědecky popsán dvojicí mořeplavců a přírodovědců, Jacquesem Bernardem Hombronem a Honoré Jacquinotem, a to podle oblasti, kde byl spatřen – tučňák Adéliin, zprvu jako Catarrhactes adeliae, později Pygoscelis adeliae.
Do rodu Pygoscelis spadají další dva druhy tučňáků – tučňák uzdičkový (Pygoscelis antarctica) a tučňák oslí (Pygoscelis papua). Mitochondriální a jaderná DNA naznačují, že předci tohoto rodu se oddělili od ostatních tučňáků asi před 38 miliony let, dva miliony let po předcích rodu Aptenodytes, jež je bazální větví celého řádu. Tučňák kroužkový se jako samostatný druh oddělil od ostatních členů rodu zhruba před 19 miliony let.
Jedinci tohoto rodu jsou známí tím, že v zobáku přenášejí oblázky (menší kameny) z okolních sousedních hnízd a pokládají si je na své vlastní. Jejich rodový název tak může být pravděpodobně odvozen z latinského slova „scelis“ (nebo „scelus“) které v překladu znamená „zločin“ či „krádež“. Avšak podle internetové encyklopedie ARKive dostali vědecké jméno Pygoscelis – v jejich překladu „opatřený smetákem“ – na základě komického jevu připomínajícího zametání; po souši se totiž pohybují kolébavou chůzí a svým dlouhým roztřepeným ocasem velmi často zavadí o zem.
V českém jazyce nese tento druh název tučňák kroužkový podle bíle zbarvených kroužků kolem obou očí.
U tohoto druhu se nerozlišují žádné poddruhy.

## Výskyt
Tučňák kroužkový hnízdí podél celého pobřeží Antarktidy, u Antarktického poloostrova a na okolních ostrovech (Scottův ostrov, Ostrov Petra I., Jižní Shetlandy, Jižní Orkneje, Jižní Sandwichovy ostrovy, Jižní Georgie a na malém Haswellově ostrově).
Mimo hnízdní období se někdy zatoulá až k Argentině, Austrálii, Novému Zélandu, Falklandám (Malvíny), Heardovu ostrovu a k McDonaldovým ostrovům. Od hnízdiště se tak může ocitnout více než 1 200 km daleko (v případě obzvlášť vzdálených lokalit pravděpodobně až 3 000 km daleko). Během celého migračního období je schopen zdolat 13 000 až 17 600 km na širém oceánu, než se opět dostaví na místo hnízdění. Jeho úkolem je dobře se vykrmit, vytvořit si tukové zásoby a připravit se na nadcházející období rozmnožování.
Pohybuje se v teplotách vzduchu zhruba od -30 do 10 °C. Teplota vody se v okolí Antarktidy pohybuje neustále kolem bodu mrazu a může klesnout i těsně pod nulu. Přesto se zde vyskytují živé organismy, jelikož moře je pramenitě čisté a prostoupené ionty, které snižují bod mrazu. Takže i hluboko pod ledem je voda při teplotě pod nulou tekutá.

## Popis

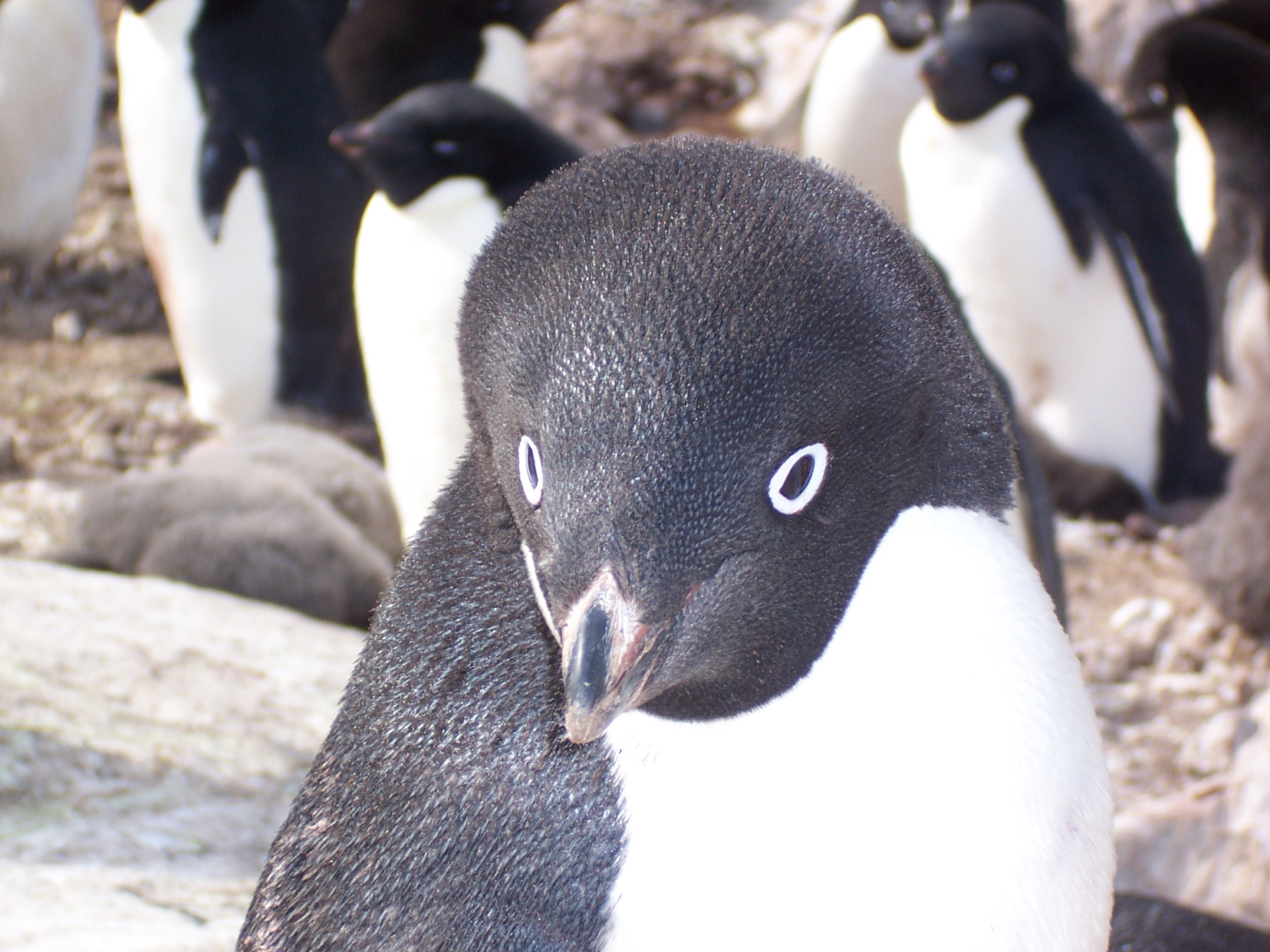
V češtině se nazývá kroužkový, podle bílých kroužků lemujících jeho obě oči

Dospělý tučňák kroužkový dosahuje výšky 65–75 cm (nad hranici 70 cm se dostává výjimečně) a váží 3,6 až 6,5 kg. Hmotnost vykazuje výkyvy v období rozmnožování, línání a hnízdění, je třeba brát ohled i na pohlavní dimorfismus (samec je zpravidla větší než samice).
Má oproti jiným druhům poměrně uniformní zbarvení – černou hlavu, záda a vrch křídel s úzkými bílými pruhy na okrajích. Spodní stranu křídel a břicho má bílé. Specifickým znakem jsou bílé kroužky kolem obou očí, lemující duhovky, jejichž barva se pohybuje od červenohnědé až po zelenohnědou. Rovněž nepřehlédnutelný je jeho výjimečně dlouhý kartáčový ocas. Nohy jsou zbarveny do růžové až světle červené, přičemž podrážky mají černé. Při vzájemných pozdravech nebo při vzrušení se peří na temeni hlavy naježí do pomyslného hřebene, který vzhledem připomíná „punkový střih“. Mláďata a dospívající jedinci mají jednoduché zbarvení podobné rodičům, avšak bez specifických očních lemů (jež se plně vybarví až ve třech letech) a temně černého šatu.

### Obranné mechanismy proti mrazu

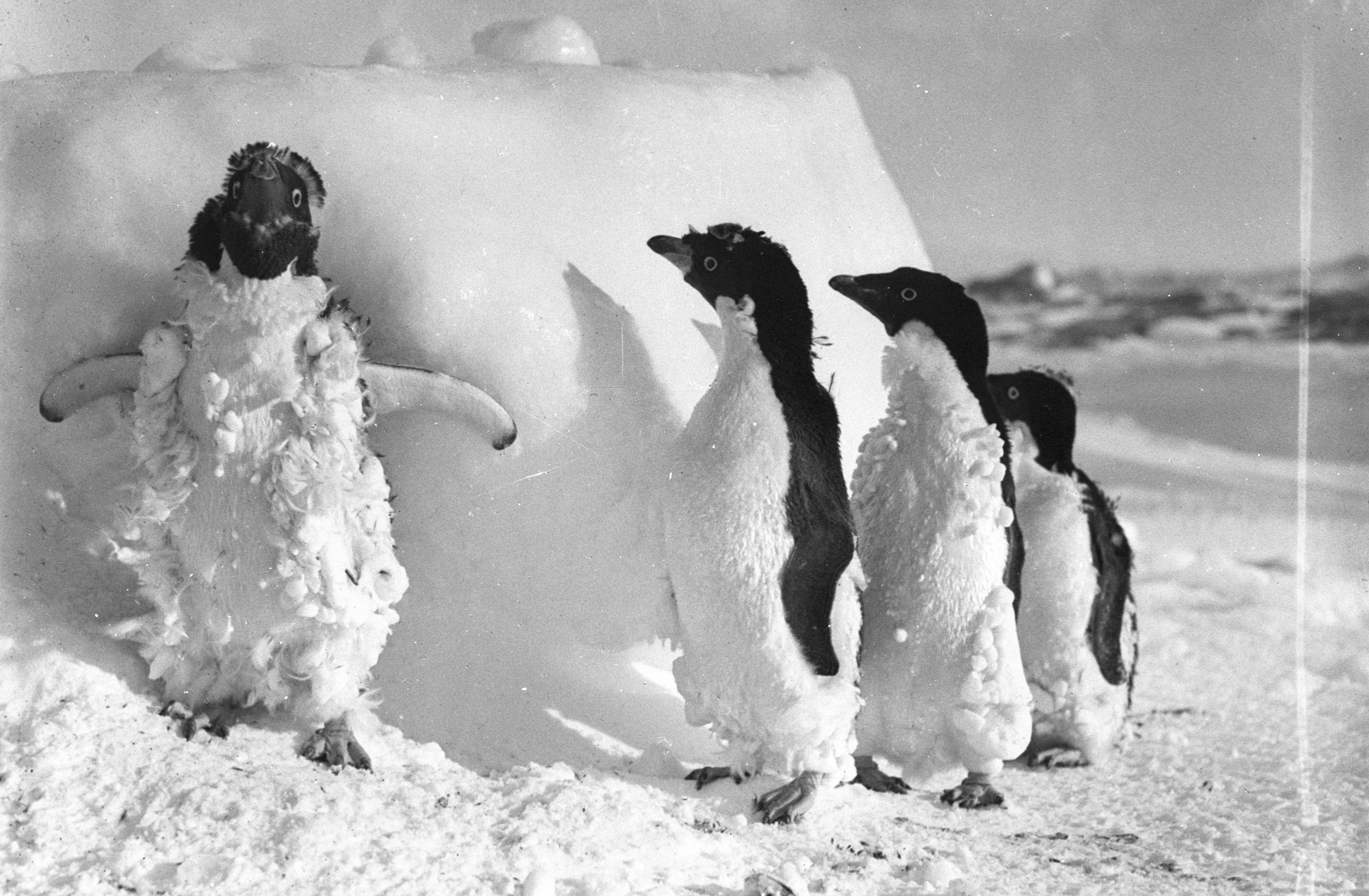
Frank Hurley: Pelichající tučňáci kroužkoví na Cape Denison, 1914

Mezi nejdůležitější patří krátké, ale husté peří, překrývající se jako střešní tašky, které odpuzuje vodu. Na 1 cm čtvereční připadne asi 12 peříček dlouhých až 3,6 cm. Perní šat se skládá ze dvou vrstev. První vrstva rostoucí nad kůží je tzv. prachové peří, které plní funkci izolační. Nad ním leží druhá vrstva mastných per, která odolávají vnějším vlivům. Peří se nejvíce podílí na izolaci před nízkými teplotami. Tučňák si na ně pravidelně roztírá žluklý sekret z kořene ocasu. Za jeden den tučňák nanese zhruba 100 g tohoto sekretu. Promaštěné peří je plně funkční a zároveň ochráněné před plísněmi a bakteriemi. Podkožní vrstva tuku u tučňáka kroužkového není primárně určena k ochraně před chladem, ale slouží jako výživová rezerva v období hladovění.
V období pelichání je původní peří postupně vytlačeno novým, čímž se mezery okamžitě uzavírají a udržuje se tepelná izolace. Do vody však tučňáci během pelichání nemohou a hladoví. U tohoto druhu trvá přepeřování 20 dní.
V neposlední řadě jsou tučňáci obdařeni kožním vakem, což je obrácená kapsa nacházející se v břišní části těla, s jejíž pomocí chrání vejce a narozená mláďata. Při sezení dochází k bezprostřednímu kontaktu se silně prokrvenou kůží (tzv. hnízdní nažinou), a tak jsou vejce i mláďata do určitého stáří skryta před nepříznivými vlivy počasí a zahřívána při stabilní teplotě 32–35 °C.

### Orientace

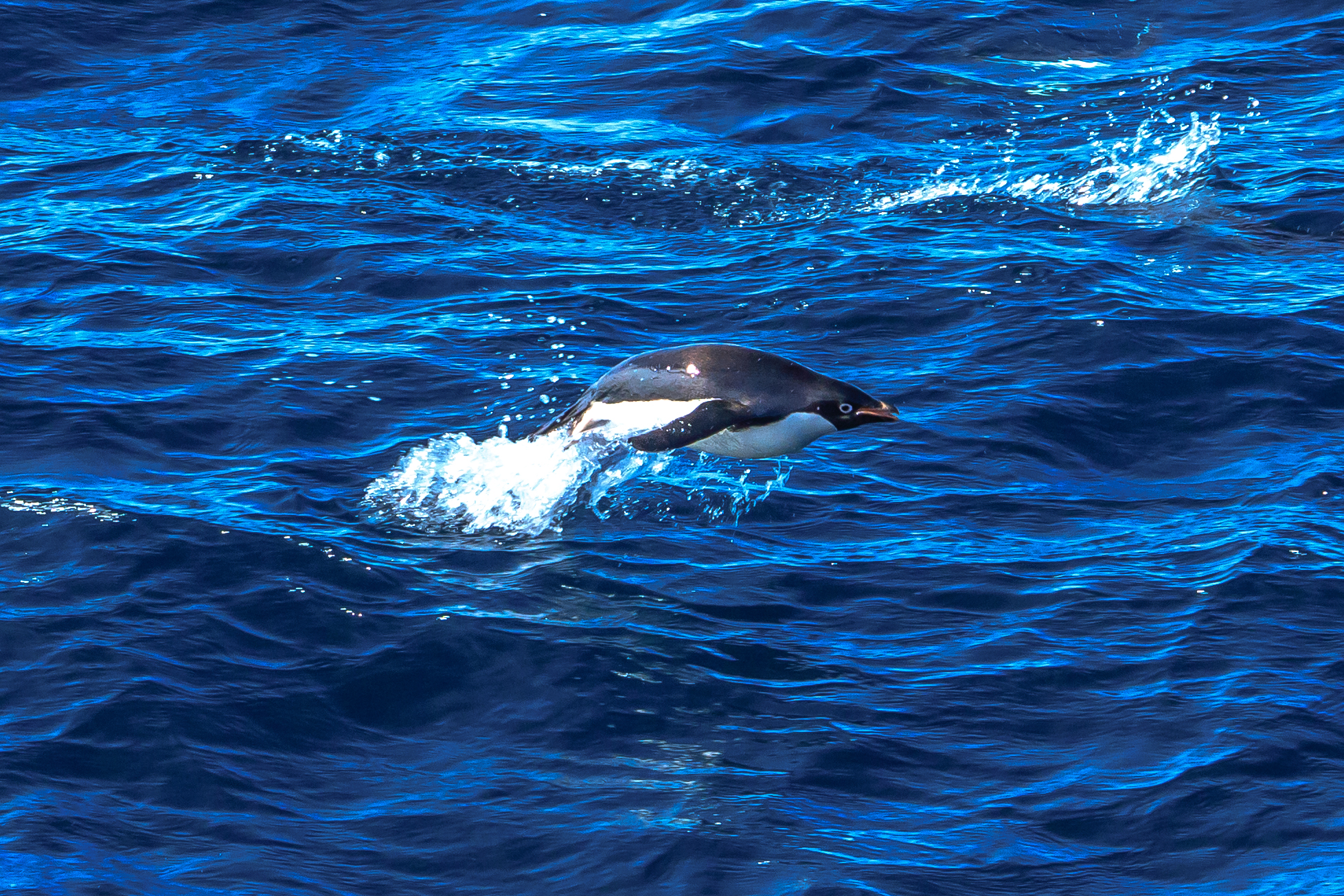
Tučňák kroužkový se pod vodou pohybuje rychlostí až 20 km/h. Pokud ale zrovna neloví potravu, na moři cestuje s periodickými skoky nad hladinou, podobně jako delfíni

Pokusy ornitologů ukázaly, že tučňák kroužkový má výborně vyvinutý smysl pro navigaci a orientaci. Po období, kdy se toulá mimo hnízdiště tisíce kilometrů daleko na širém moři, se na hnízdiště ve správný čas opět bez problémů vrátí, a to za pomoci tzv. vrozené orientace. Tučňák kroužkový odvezený letadlem 4 000 km daleko od hnízdiště se za 10 měsíců vrátil přesně na místo, kde byl odchycen. Svůj orientační smysl zpřesňuje za pomoci polohy Slunce na jeho dráze kolem Země, čímž si srovnává vnitřní biologický čas. Další pokusy ukázaly, že při zatažené obloze viditelně ztrácí přehled a řídí se spíše svým vrozeným instinktem.

### Komunikace a sluch
Běžný kontaktní zvuk zní jako velmi krátké „aark“. Tuto výzvu používá tučňák kroužkový taktéž během pobytu na otevřeném moři. Volání by mohlo zhruba znamenat: „Jsem vám stále na blízku…“. Na pevnině je pak takový projev doprovázen tichým a krátkým zavrčením spolu s očním kontaktem na obcházející tučňáky. Ti naopak zpravidla bez jakéhokoli zvuku drží „podřízený postoj“, tedy mají napřímené tělo a hlavu s celkově přitaženým peřím a roztažená křídla směřující dozadu – čímž zhruba říkají: „Jen procházím a nemám zlý úmysl…“. V období rozmnožování se tučňák kroužkový projevuje agresivním chováním, při kterém se ozývá hlasitým „grr“ nebo „gwarr“. Vzápětí může dojít k zastrašování otevřeným zobákem vysunutým vpřed nebo k přímému útoku. V období námluv samec láká samici hlasitými hrdelními tóny, uzavřené páry se poté na sebe svými hlasy neustále upozorňují při každém kontaktu, ujišťují se: „Jsi to ty, můj manžel?“ – „Ano, jsem to já, tvůj manžel…“. Mláďata žádají o potravu pískáním.
Tučňák kroužkový slyší frekvence v rozmezí 27 až 12 520 Hz. V nižších kmitočtových pásmech dokáže rozlišovat tóny, jejichž frekvence se liší pouze o 8 Hz. Sluch je důležitý pro komunikaci mezi párem (námluvy), rodičem a mládětem, cizími tučňáky nebo predátory. Ve velkých koloniích tučňáci nejen že musí dobře slyšet, ale musí též rozpoznat jednotlivé hlasy a zvuky (např. hlas družky). Každý tučňák má jedinečný hlas (zvuk hlasu se liší také podle pohlaví).

### Fyziologické přizpůsobení k nadměrnému příjmu soli
Tučňák kroužkový obývá především slaná moře, která jsou jeho hlavním zdrojem tekutin (případným zdrojem je i krev kořisti). Stejně tak jeho potrava obsahuje vysoké množství soli, a to by bez nějakého opatření vedlo k smrtelné koncentraci sodíku v jeho těle. Přebytečnou sůl tak vylučuje pomocí takzvaných supraorbitálních žláz, umístěných nad očnicí a ústících do nosních dutin. Nadbytečné množství mu pak stéká po zobáku, jenž je poměrně citlivý na dotek, a tak se při tomto procesu častokrát otřepe.

## Potrava a způsob lovu
Zprvu byl tučňák kroužkový výhradně rybožravý, ale v důsledku intenzivního vybíjení tuleňů a velryb zhruba od 18. století začalo přebývat v mořských vodách až 150 tun krilu ročně. Tučňák kroužkový využil situace a kril se stal hlavní složkou jeho potravy, pravděpodobně se jím živí z více než 90 %, především pak korýšem krunýřovkou krillovou (Euphausia superba). Roje těchto krunýřovek vyhledává v hloubkách od 10 do 200 metrů, povětšinou za jasného denního světla. V závislosti na lokalitě a dostupnosti se dále živí medúzami, žebernatkami, nebo třeba menšími rybami, např. druhem Pagothenia borchgrevinki z čeledi ledovkovití, které mají v krvi nemrznoucí proteiny, podobně jako jeho běžná potrava. Kořist loví především pod mořským ledem. Podle výsledků ze sledování miniaturními kamerami dokáže za 1,5 hodiny ulovit 244 korýšů nebo 33 ryb.
Na počátku období rozmnožování může lovit ve vzdálenosti větší než 100 km od hnízdiště, v závislosti na dostupnosti potravy a vzdálenosti mezi břehem a hnízdištěm. Později se díky zvyšujícím se letním teplotám ledové pole zmenšuje a krmení již vylíhlých mláďat je proto mnohem jednodušší (to se netýká tučňáků hnízdících při pobřeží bez ledové pokrývky). Než se vrátí mládě nakrmit, pobývá na moři od 5 do 72 hodin a za jeden tah uloví obvykle 300 až 650 gramů potravy.
Průměrně plave tempem 2,2–8,2 km/h, ale v případě nutnosti dokáže vyvinout rychlost blížící se 20 km/h (na krátkou vzdálenost při lovu nebo při úprku před predátory). Jazyk a patra zobáku má tučňák kroužkový opatřený zpětně orientovanými háčky, jež znemožní lapené kořisti únik. Ulovená potrava je pak pohlcena ihned pod vodou, přičemž ryby jsou pojídány hlavou napřed, díky čemuž jejich ploutve neuvíznou v jícnu (uzavírají se k tělu kořisti). Při polykání nemusí být kořist usmrcena, a tak se ještě živá následně udusí a rozloží v žaludku.

## Přirození predátoři

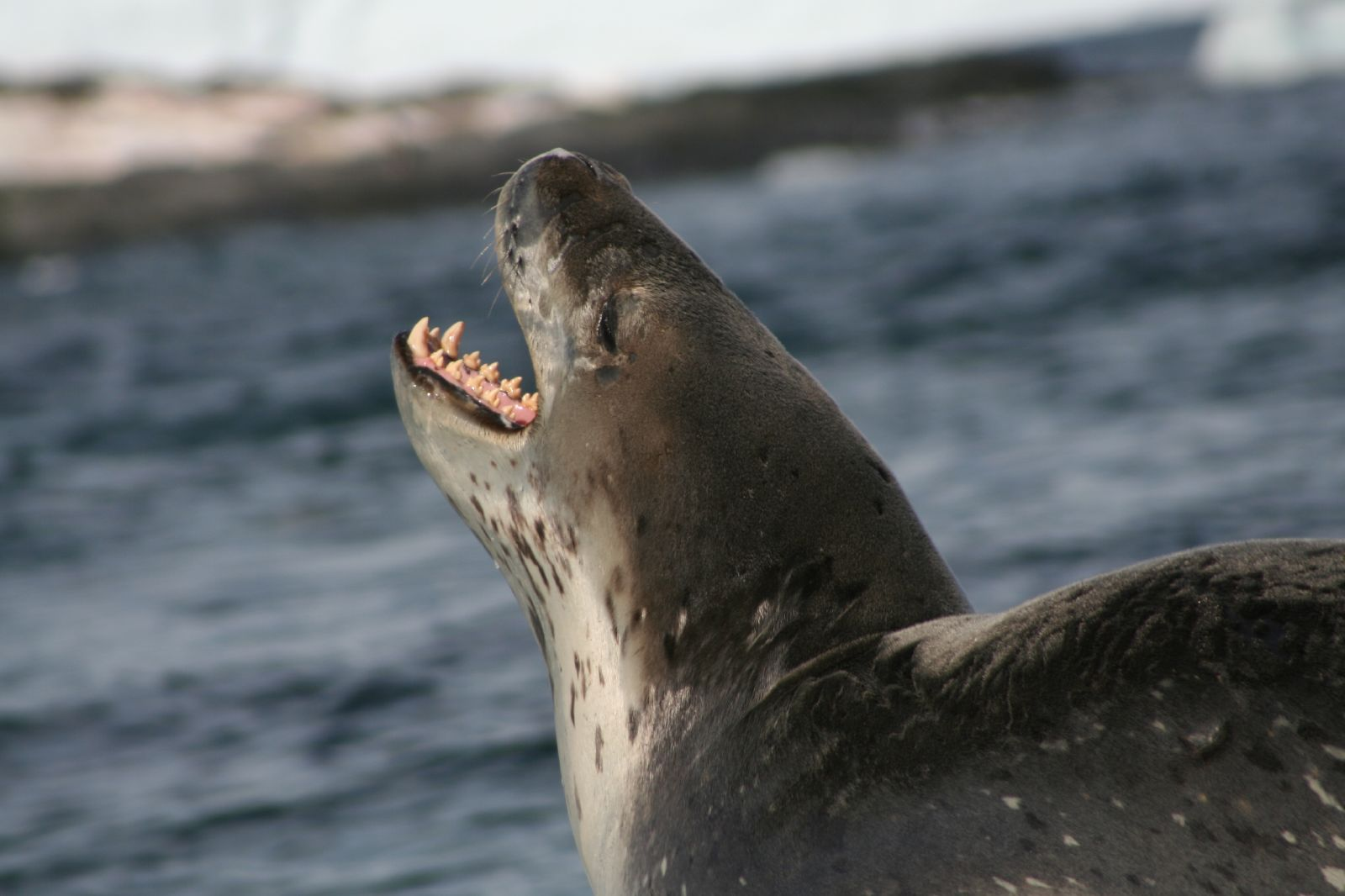
Tuleň leopardí (Hydrurga leptonyx) je pro tučňáka kroužkového obávaným predátorem

Zejména v zimě, kdy pobývá nejvíce na moři, je tučňák kroužkový zdrojem potravy pro tuleně leopardí (Hydrurga leptonyx) nebo kosatky dravé (Orcinus orca). Tuleni často na tučňáky číhají u okraje ledové plochy poblíž jejich kolonií, aby překvapili ptáky mířící na lov či vracející se z lovu; břehy se pak plní skupinkami rozrušených tučňáků, kteří se zdráhají vstoupit do vody, dokud nebezpečí nepomine. Tuleni ale umí tenký led na okraji úderem rozlomit a shodit tak tučňáky do vody.
Vejce a mláďata jsou na souši ohrožována velkými buřňáky, chaluhami, racky a štítonosy světlezobými. Zvláště chaluhy antarktické bývají mnohdy vynalézavé a pracují v páru: jedna odláká rodiče bránícího hnízdo a druhá mezitím vejce či mládě sebere.

## Rozmnožování
Tučňák kroužkový hnízdí ve velkých koloniích. V jedné kolonii spolu v těsném kontaktu hnízdí stovky až statisíce párů. Má vůči jiným druhům tučňáků poměrně krátkodobé, obvykle tříměsíční rozmnožování. Podstatnou část života tak tráví na moři (až z 90 %). Je zpravidla monogamní.

### První dny v kolonii
V první polovině října dorazí samci na hnízdiště. Zhruba o několik dní až týdnů dříve než samice, které jsou tak svou nepřítomností ochráněny proti bojovému naladění svých druhů a ostatních samců, v období zarputilého obhajování hnízd. Po ledě, pěší chůzí a klouzáním po břiše ujdou vzdálenost 30–100 km. Pro jedince hnízdícího na pevnině blízko pobřeží je migrace mnohem jednodušší. První starostí samců je vytvořit hnízdo, nebo jen upravit loňské. V zobáku přenáší jednotlivé kamínky a pokládají je do vyhrabané jamky. Vrstvením kamínků na sebe zvedají hnízdo nad úroveň chladné země, čímž ochrání zanedlouho položená vejce. Stavba hnízda se neobejde bez agresivního počínání, protože se tučňáci vzájemně o kamínky okrádají. V centru kolonie jsou hnízda viditelně vyšší než hnízda nacházející se na jeho okraji. Čím blíže k samotnému středu kolonie, tím se zpravidla jedná o starší a zkušenější samce. Ostřílený samci o kamínky lehce okradou mladé a nepozorné soky z okrajové oblasti.

### Námluvy

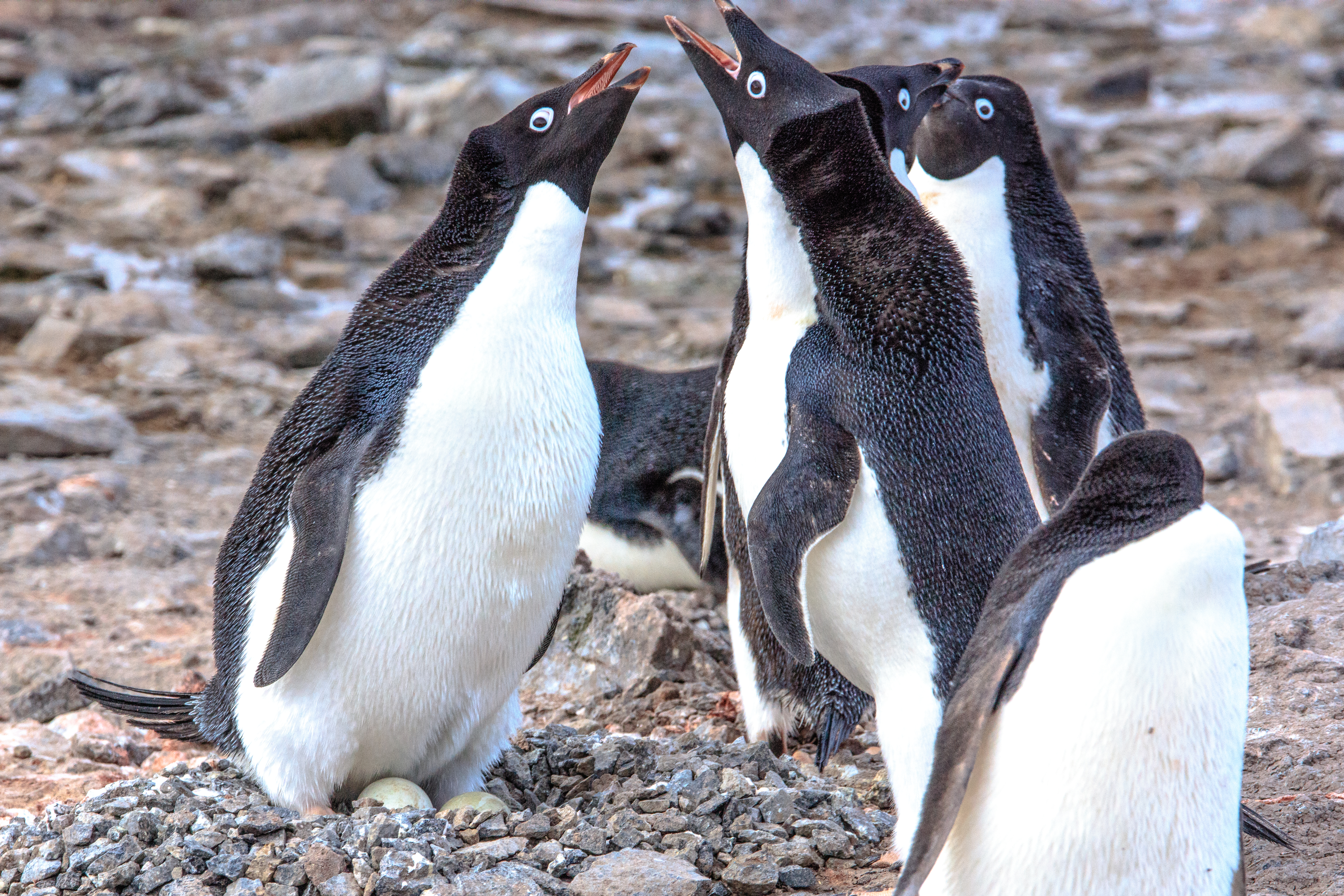
Pár tučňáka kroužkového a vzájemná komunikace

Když se na hnízdiště dostaví samice, naplní se celá kolonie životem, respektive hlukem. Samci přeruší veškerou činnost a plně jim naslouchají. K upoutání samiček používají i svá hnízda, s nimiž se vychloubají. Postaví se u jejich okrajů a začnou vydávat hluboké hrdelní tóny. Hlavu mají vztyčenou vzhůru a třepetají křídly. Právě rychlé mávání křídly předznamená vyvrcholený tok, až se místy pleskají na prsou. Toto obvykle dělají do doby, než k nim dorazí jejich loňská družka nebo dokud neupoutají volnou samici. Po dohledání se u společného hnízda oddávají pozdravům, což je charakterizováno společným ukláněním a troubením, nebo námluvným tancem s nataženým zobákem vzhůru. Takové chování zabraňuje vzájemnému napadení obou partnerů, a proto jej opakují při každém přiblížení. Také se načepýří jejich hlava do tvaru hřebene a oči rozjasní až vyboulí. V prvních intimních chvílích si dobře zapamatují své hlasy, díky čemuž se později snadno shledají.

### Páření

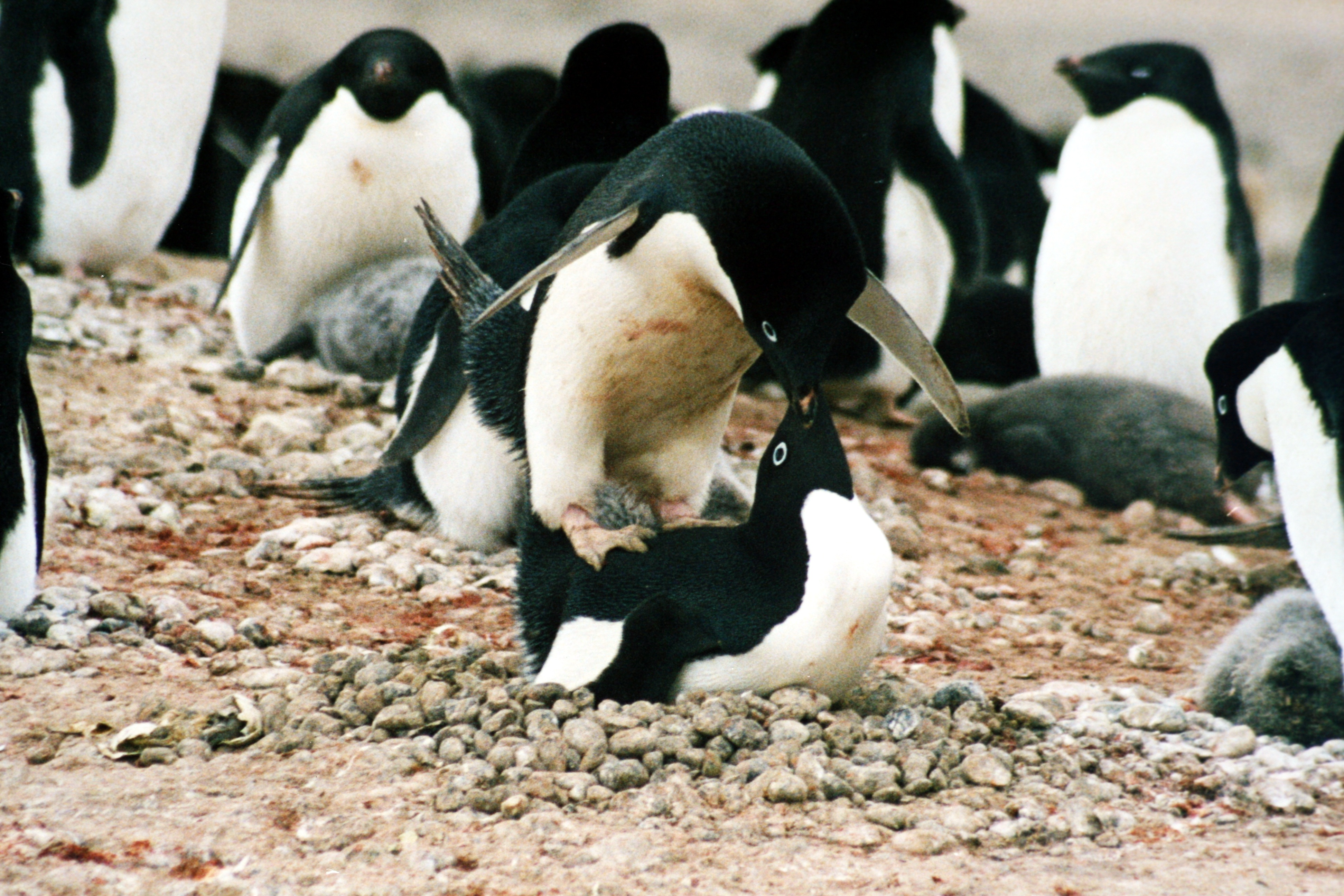
Tučňák kroužkový při kopulaci

Po námluvách přichází na řadu páření. Kopulace je krátkodobá, ale probíhá opakovaně – u mladších méně zkušených párů zpravidla častěji. Samec naskočí na záda samičky, vyzdvihne ocas pro lepší rovnováhu a snaží se dostat svou kloaku k její – obvykle stačí pouhé přitisknutí. Samec má pár varlat, která jsou umístěna v jeho těle a v období páření se zvětšují. Při vzájemném tření se do samice dostane sperma a to v ní cestuje do skladovacích tubulů. Spermie oplodní vajíčka, která posléze ve vejcovodu tvrdnou.

### Snesení vajec a sezení
Koncem října až počátkem listopadu položí samice s odstupem 2–3 dnů zpravidla dvě nazelenalá vejce do hnízdní kotlinky (zhruba 10 dní po příchodu na hnízdiště). První bývá větší a těžší než druhé. Inkubační doba je dlouhá asi 24–38 dnů. Sedět na vejcích začíná samec, který dokáže vydržet bez potravy 7–21 dní, a samice se zatím živí v moři. Za tu dobu samec ztratí asi 40 % své hmotnosti. I když samice hladoví kratší dobu, zhubne téměř stejně (ztrácí spoustu energie při tvorbě vajec). Vejce jsou rodiči zahřívána v takzvané hnízdní nažině, kde dochází k bezprostřednímu kontaktu se silně prokrvenou kůží. Takto jsou vejce zahřívána při teplotě 32–35 °C. V těchto dnech lze na rodičích dobře pozorovat tuto prokrvenou spodní plochu těla, která je otlačena od tvrdých vajec. Pokud je pár o snůšku okraden dravými ptáky, nebo zárodky nepřežijí, samice náhradní snůšku neklade. Oba ptáci se vrátí na moře, kde se trochu nakrmí a potom znovu obsadí hnízdo a hladovějí.

### Líhnutí mláďat, chov, dožití

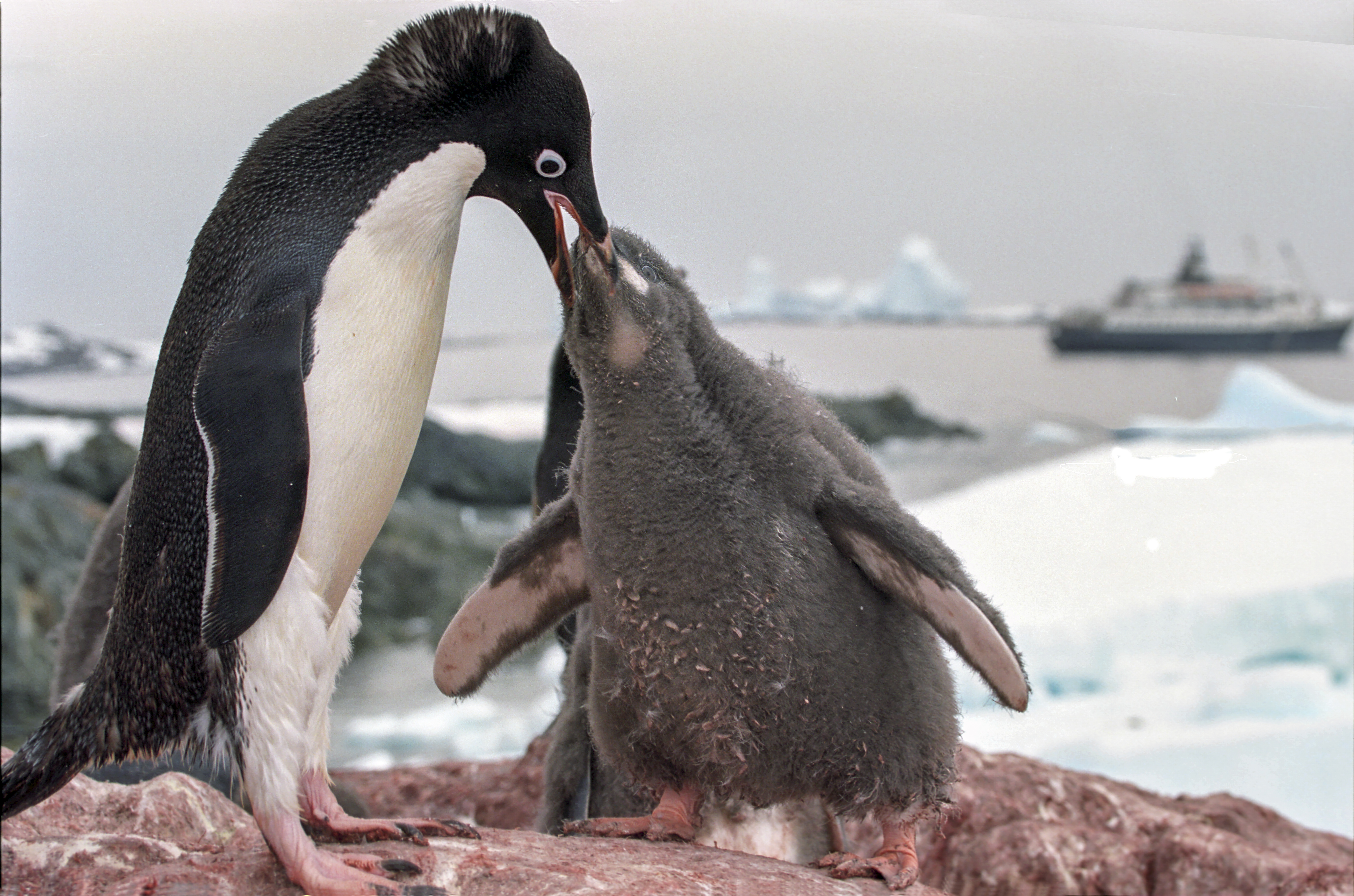
Tučňák kroužkový krmící mládě

Obě mláďata se líhnou současně a po vylíhnutí jsou slepá a porostlá stříbřitým nebo kouřově šedým prachovým peřím. Rodiče je krmí natrávenou kašovitou stravou z volete. Ta není rodiči trávena a má tak i po několika dnech zachovány výživové hodnoty. Prvních asi 22 dnů se mláďata pohybují pouze v hnízdě, kde jsou střežena střídavě oběma rodiči (jeden vždy hlídá, druhý loví).

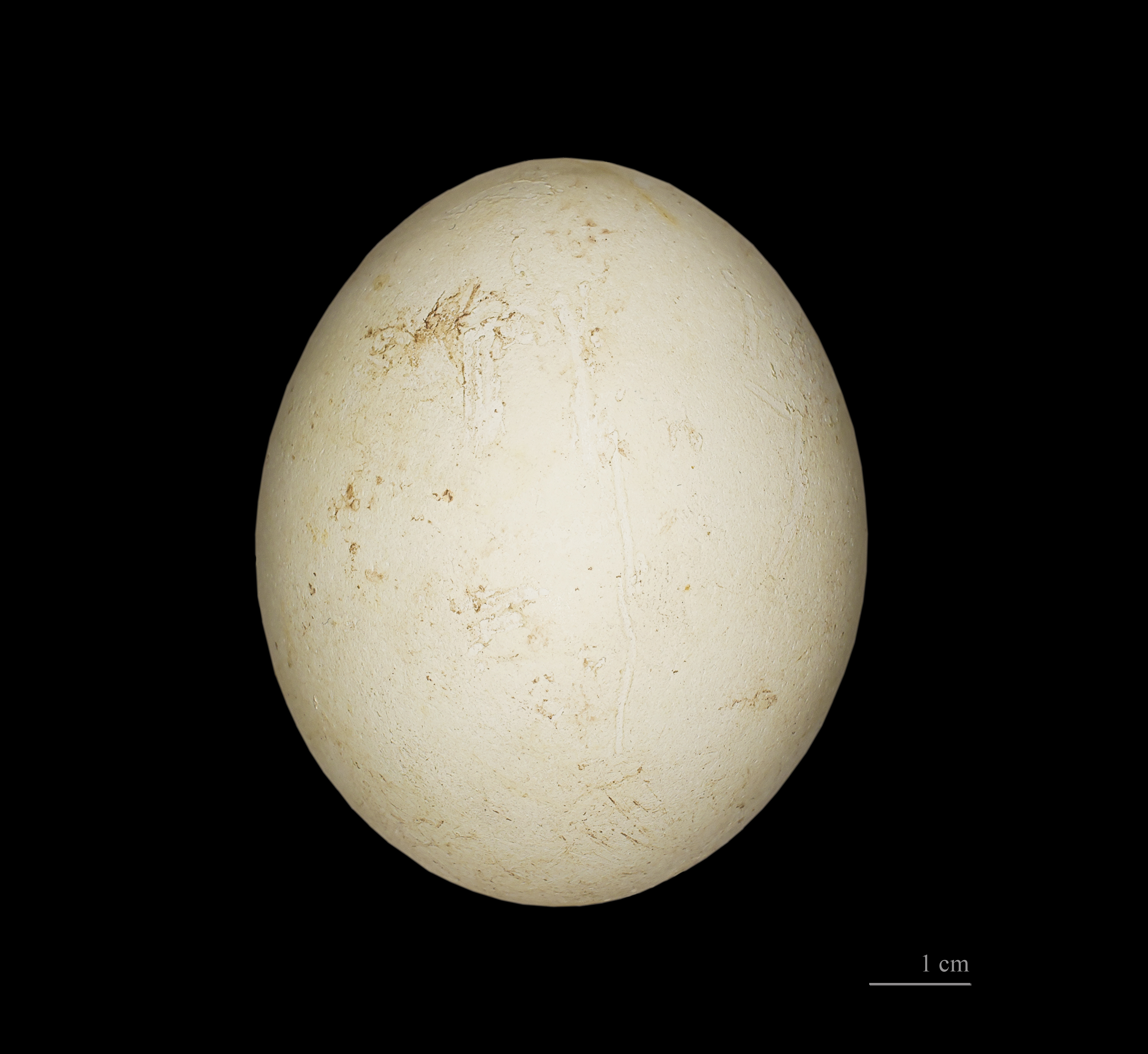
Vejce tučňáka kroužkového

Zhruba za čtyři týdny od vylíhnutí, asi počátkem ledna, mláďata přepeří do vyspělejšího šatu. Toto peří ještě stále není přizpůsobeno k pobytu ve vodě, ale je odolné vůči vnějším teplotám. Dokáží si již regulovat vlastní teplotu těla a mohou se tak scházet do školek. Jedná se o houf stejně starých vrstevníků o 10, 20, 100 až 200 jedincích, kteří se k sobě choulí a chrání se tak proti nízkým teplotám a predátorům. Protože nejsou prakticky nikým hlídáni, je to pro mláďata nejkritičtější období (teoreticky se kolem nich pohybují mladiství jedinci staří do tří let, kteří si dopřávají pouze odpočinek, nebo páry, kterým mláďata zahynula). Školky umožňují rodičům lovit společně a síly tak podělit, jelikož má mládě vyšší nároky na přísun potravy. Mláďata tučňáka kroužkového mohou naráz spořádat potravu o ekvivalentu až 30 % své hmotnosti. Krmení mláďat má svou zásadu – ukázalo se, že rodiče své různě se potulující potomky nutí nejprve dostavit se k hnízdu. Na pohled se může zdát, že rodiče odmítají mládě krmit. Pro rodiče je mnohem snadnější mláďata krmit na svém území, kam se cizí mláďata neodváží zatoulat, a krmení tak probíhá ve větším klidu. S větší pravděpodobností má ale toto neobvyklé chování mnohem hlubší význam; tímto způsobem údajně zjišťují, které z mláďat je zdatnější a vytrvalejší. To mládě, které o potravu více žadoní, vykazuje jistou vitalitu (živost), a dostává tak od rodičů viditelně více potravy. Tím se zvyšuje šance na zdařilý odchov alespoň jednoho z potomků. Podnětem k takovému chování může být nedostatek potravy.
Koncem ledna až začátkem února, ve věku 50 až 60 dnů, mají mláďata již plně funkční peří. Stále se však liší odlišnou pigmentací a mohou se tak bez problému pohybovat v kolonii, aniž by se stala terčem agresivního jednání cizích dospělých.
Protože je v Antarktidě letní období, ledový pokryv taje a moře je mláďatům výrazně blíže. Často se tak do něj vrhnou dříve, než zcela přepeří do dospělého šatu a jsou ještě pokryta neopadanými chomáčky starého peří. Častěji lze pozorovat takové chování u mláďat, jejichž chov je situován na pevnině blízko pobřeží.
Po období rozmnožování se dospělí rovněž vracejí na moře. Krmí se asi 10 dní a do poloviny března se vrátí přepeřit. Období línání trvá zhruba 20 dní.
Začátkem dubna je již hnízdiště zcela opuštěné, tento stav trvá až do začátku října, kdy začíná nové období rozmnožování.
Mladí tučňáci bývají loajální k lokalitě, kde byli sami odchováni. Vrátí se tak často na totéž hnízdiště ve věku 3–8 let (samice někdy už při dovršení tří let, samci nejdříve dospívají asi ve čtyřech letech), kde se jako vlastní rodiče pokusí o úspěšný odchov potomků.
Tučňák kroužkový se v divoké přírodě dožívá až 16 let. Pokud se jedinec páří ve věku 3–5 let, dožije se zpravidla nižšího věku.

## Studie

### Expedice „Terra Nova“
Roku 1910 se uskutečnila britská výprava za dobytím jižního pólu pod vedením kapitána Roberta Falcona Scotta. Výpravy se také účastnil George Murray Levick jako chirurg a zoolog, který měl za úkol tuto výpravu dokumentovat. V letech 1911–1912 strávil s tučňáky kroužkovými na Adareově mysu celý jejich rozmnožovací cyklus. Svá pozorování při námluvách, páření a chovu mláďat zaznamenal do své knihy nazvané Antarctic Penguin. Některé stati týkající se sexuálního chování tučňáků vyhodnotil jako „nevhodné pro publikaci“. Levick ostře popisuje dle svých slov zvrhlé chování tučňáků: známky nekrofilie neboli páření s mrtvými samicemi, sexuální či fyzické zneužívání mláďat, ba dokonce i sex pro zábavu nebo známky homosexuality. Svým zápiskům (které si raději psal řecky) na toto téma dal Levick alespoň formu studie, jež však nebyla publikována a na téměř sto let zmizela v archivech. Až v roce 2012 byla studie poprvé zveřejněna v časopisu Polar Record a i po takové době vzbudila ve světě značný rozruch.

### Studie na ostrově Ross; Fion Hunter a Lloyd Spencer Davis (1998)
Pětiletá studie na ostrově Ross roku 1998 pod vedením Fiona Huntera a Lloyda Spencera Davise odkryla zajímavý úkaz v chování. Samice tučňáků proklouzávaly mezi nezadanými samci a po páření si z jejich hnízda odnášely kamínek, kterým vylepšily své hnízdo. Někdy to byl pouze rituální trik, kdy k páření nakonec nedošlo, ale kamínek si bez odporu odnesly. To je odborníky vysvětlováno jako mylné gesto samce, jelikož samice vykonala pouze čistou krádež kamínku, jaká je u tučňáků kroužkových zvykem. Z vědeckého hlediska není jednoduché zjistit odůvodnění a existují pouze spekulace. Možným důvodem takového chování je výhoda v získávání kamínků bez boje. Není ale vůbec jisté, zda tak samice konají jen proto, aby získaly materiál na své hnízdo bez použití agrese. Další teorie mluví o tom, že si tak samice zajišťují potenciální partnery pro případ, že by jim jejich stávající uhynuli.

## Ohrožení

### Světová populace
Podle nekompletních studií odhadovali vědci celkový počet jedinců na více než 5 milionů. Jednalo se však o statistiky zaměřující se spíše na konkrétní bioregiony, tedy jen o velmi nepřesný odhad. Pravděpodobně existuje více než 10 milionů těchto ptáků a na základě nových pozemních a vzdušných průzkumů či získaných dat z automatických kamer se řada odborníků vyjádřila, že může žít na 14 až 16 milionů jedinců tohoto druhu (k roku 2017). Tento počet zahrnuje i nehnízdící jedince, kteří byli dříve často přehlíženi. Mezinárodní svaz ochrany přírody (IUCN) k roku 2020 uvádí 10 milionů dospělých jedinců a dodává, že populace roste. Největší kolonie se pravděpodobně nacházejí na Antarktickém poloostrově v oblasti Rossova moře, nebo na mysu Crozier a Adareově.

### Faktory a možné hrozby
Na základě počítačových modelů vytvořených v roce 2010 může populace tučňáka kroužkového významně klesnout v případě, že dojde k navýšení průměrné teploty troposféry o +2 °C. Tato situace by měla údajně nastat mezi roky 2025 až 2052 – byly použity soubory modelů odpovídající dosavadním změnám klimatu v Jižním oceánu, modelovány tak byly rozsah a ubývání ledové pokrývky, koncentrace a tloušťka ledu, srážky, rychlost větru či teplota vzduchu. Tučňák kroužkový však přežil už desítky tisíc let i přes různé proměny biotopu. Zdá se tedy, že se na změnu svého životního prostředí dokáže včasně adaptovat a přežít. Otázkou je, zda by se opět dokázal případným změnám přizpůsobit.
Prozatím vědci zaznamenávají populační růst ve většině známých kolonií. Objevují se kolonie úplně nové, obnovují se dříve zaniklé nebo jsou dlouhodobě stabilní. Podle průzkumů ve Východní Antarktidě z roku 2015 vzrostla celosvětová populace tučňáka kroužkového za posledních 30 let o více než 27 %. Mezi ohrožené kolonie se však řadí ty, jež hnízdí v okolí Antarktického poloostrova, kde je tučňák kroužkový závislý na souvislé vrstvě pevného ledu. Dochází zde k patrnému tání ledovců nebo ke stěhování potravních zdrojů vlivem oteplování oceánu.
Přestože jsou zprávy spíše uspokojivé, nerozptylují obavy o zachování jeho životního prostředí. Jsou známy rovněž hrozby mající lidský původ.

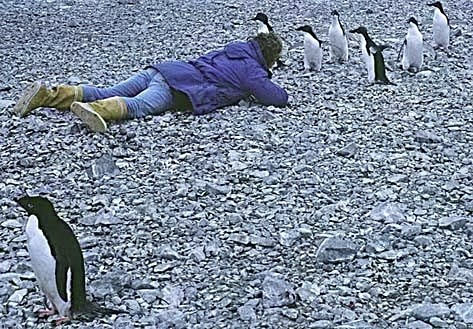
Tučňák kroužkový v těsném kontaktu s člověkem

Obzvláště nebezpečný pro tučňáka kroužkového je neregulovaný rybolov. Tučňák tak přichází o potravu. Často také uvízne v samotné rybářské síti, která pokrývá velkou vodní plochu.
Znepokojující je také narůstající cestovní ruch a s tím spojené narušování hnízdních kolonií. Ačkoli je dbáno na zachování zdejší netknuté přírody a není prakticky narušován její chod (kromě zásahů vědců pro výzkum), stupňující se turismus způsobuje změny v chování tučňáků, jelikož přítomnost většího počtu lidí narušuje obvyklý klid a prostor při hnízdění. Podle vědců se ale o přímé ohrožení nejedná; některé kolonie tučňáka kroužkového si třeba natolik osvojily výzkumné stanice, že v jejich blízkosti s oblibou hnízdí.
Samotný antarktický kontinent, kde se tučňáci rozmnožují, skrývá značné nerostné bohatství. Průmyslová aktivita by ale mohla zdejší biodiverzitu nezvratně narušit.

## V kultuře
Tučňák kroužkový je často vědecky zkoumaným druhem. Objevuje se také v několika přírodovědných dokumentech, jako např.:
- Návrat do města tučňáků (2007, USA)[43]
- Za tučňáky na Antarktidu (2006, USA)[44]
- Neklid v Antarktidě (2004, Francie)[45]

Hrají vedlejší postavy v animovaných filmech Happy Feet a Happy Feet 2 (tzv. banda „kompaňéros" – Ramon, Nestor, Raul a Lombardo).
Tučňáků se týkají dva mezinárodní svátky. Dne 20. ledna se slaví Den povědomí o tučňácích, jehož jedním cílem je i ochrana jejich habitatu. Dne 25. dubna se pak slaví Světový den tučňáků. Slaví se cíleně v den, kdy probíhá migrace tučňáka kroužkového z Antarktidy na sever.